# Juan Sandoval Íñiguez
Juan Sandoval Íñiguez (Yahualica, 28 de março de 1933) é um cardeal mexicano, arcebispo-emérito de Guadalajara.

## Biografia
Recebeu a ordenação presbiteral no dia 27 de outubro de 1957, pelas mãos de Dom Antonio Samorè, enquanto estudava na Pontifícia Universidade Gregoriana em Roma, onde estudou entre 1952 e 1961 (licenciatura em filosofia e doutorado em teologia).
Nomeado bispo-coadjutor de Ciudad Juárez em 3 de março de 1988, foi ordenado bispo no dia 30 de abril do mesmo ano, tendo por sagrante Dom Manuel Talamás Camandari, bispo de Ciudad Juárez e como co-sagrantes a Dom Girolamo Prigione, núncio apostólico no México e Dom Juan Jesús Posadas Ocampo, arcebispo de Guadalajara. Sucedeu como Bispo de Ciudad Juárez em 11 de julho de 1992. Em 21 de abril de 1994, foi promovido a arcebispo metropolitano de Guadalajara.
Em 30 de outubro de 1994, foi anunciada a sua criação como cardeal, no Consistório de 26 de novembro, presidido por João Paulo II, recebendo o barrete vermelho e o título de cardeal-presbítero de Nossa Senhora de Guadalupe e São Filipe Mártir na Via Aurelia.
Sua renúncia ao governo pastoral da Arquidiocese de Guadalajara foi aceita pelo Papa Bento XVI em 7 de dezembro de 2011, de acordo com o cânon 401§1 do Código de Direito Canônico.

## Conclaves
- Conclave de 2005 - participou da eleição do Papa Bento XVI.
- Conclave de 2013 - participou da eleição do Papa Francisco.